# Karl Fehler

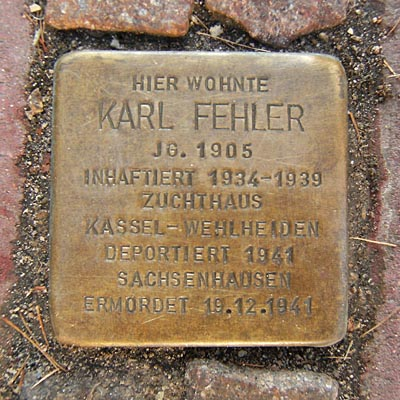
Gedenkstein in Frankfurt, Tevestrasse 43

Karl Fehler (* 24. März 1905 in Frankfurt am Main; † 19. Dezember 1941 in Oranienburg) war ein deutscher Kommunist und Widerstandskämpfer gegen den Nationalsozialismus.
Fehler war Holzarbeiter und zunächst Mitglied der SAJ, 1921 im KJD, ab 1925 in der KPD. Dort wurde er hauptamtlicher Funktionär der BL Hessen-Frankfurt. Als er am 12. März 1933 in die Frankfurter Stadtverordnetenversammlung gewählt wurde, war er Leiter des AM-Apparates Hessen-Frankfurt und koordinierte dann die illegale Arbeit für Südwestdeutschland. Er arbeitete eng mit Karl Jakobi zusammen.
Am 1. Mai 1934 wurde Fehler festgenommen, am 10. August 1934 durch das Oberlandesgericht Kassel zu fünf Jahren Zuchthaus verurteilt. 1939 wurde er aus dem Zuchthaus Kassel-Wehlheiden entlassen. Am 23. Juni 1941 wurde er erneut verhaftet und in das KZ Sachsenhausen verschleppt, wo er am 19. Dezember 1941 ermordet wurde.
Karl Fehlers Frau Anna war ebenfalls im Widerstand aktiv. Sie flüchtete nach Paris und im September 1935 in die Sowjetunion. Während des Großen Terrors wurde sie vom NKWD inhaftiert. Bis 1947 war sie in Lagerhaft, 1955 konnte sie in die DDR ausreisen und verstarb bereits 1959.